# Ragnar Planthaber
Carl Ragnar Planthaber, född 20 november 1927 i Stockholm, död 8 februari 2012 på Lidingö, var en svensk barnskådespelare.
Planthaber är begravd på Norra begravningsplatsen utanför Stockholm.

## Filmografi
- 1939 – Cirkus
- 1939 – Folket på Högbogården
- 1939 – Gläd dig i din ungdom
- 1940 – Swing it, magistern!
- 1943 – När ungdomen vaknar
- 1946 – Rötägg

## Teater

### Roller
| År   | Roll             | Produktion                                     | Regi             | Teater         |
| ---- | ---------------- | ---------------------------------------------- | ---------------- | -------------- |
| 1939 | Christian Redman | Du är min (Tomorrow and Tomorrow) Philip Barry | Sandro Malmquist | Nya Teatern    |
| 1946 | Albert Kunody    | Pat regerar Jerome Chodorov och Joseph Fields  | Håkan Westergren | Blancheteatern |